# Ramsøyfjorden
Ramsøyfjorden är ett havsområde som ligger mellan Smøla i Møre og Romsdal fylke och Hitra i Trøndelag fylke i Norge. Fjorden börjar i Trondheimsleia och slutar ute i Norska havet, där Frøyfjorden börjar, nordöst om Hitra.